# Čebelnjak
Čebelnjak je gospodarska zgradba, namenjena za hrambo čebeljih panjev pod eno streho. Najpogosteje gre za lesene stavbe, lahko pa se uporabijo tudi drugi gradbeni materiali. Les omogoča čebelam najugodnejše bivalne razmere. Zaradi boljše paše nekateri čebelarji uporabljajo prevozne čebelnjake.